# Dorcadion pseudomolitor
Dorcadion pseudomolitor är en skalbaggsart som beskrevs av Escalera 1902. Dorcadion pseudomolitor ingår i släktet Dorcadion och familjen långhorningar. Inga underarter finns listade i Catalogue of Life.